# Einsatzgruppen

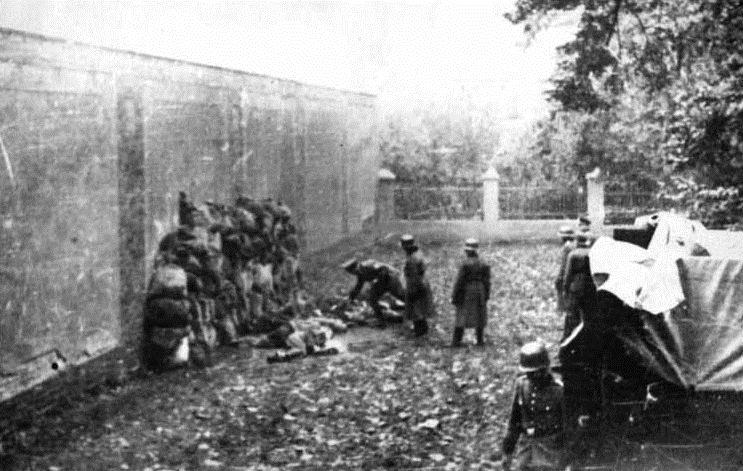
Egzekucja Polaków przez Einsatzkommando w Lesznie, październik 1939

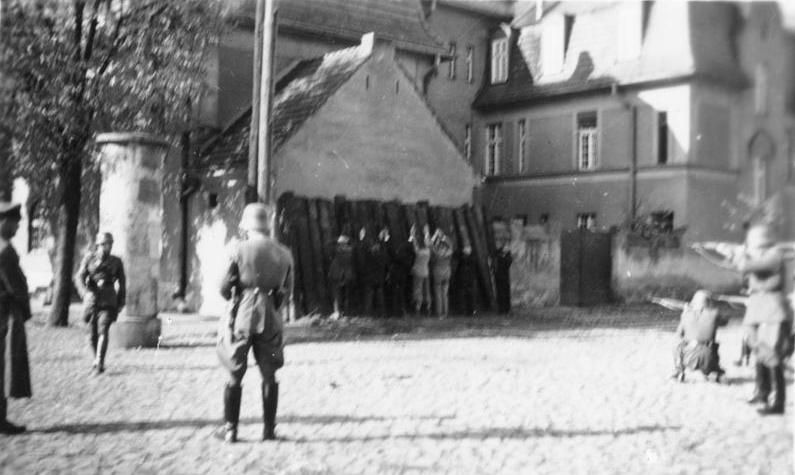
Egzekucja Polaków w Kórniku – 20.10.1939

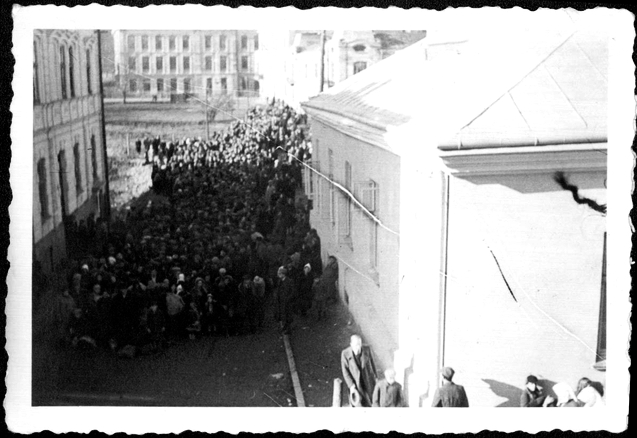
Deportacja sanockich Żydów za San do radzieckiej strefy okupacyjnej. Operacja przeprowadzona w październiku 1939 przez Einsatzkommando I. w Sanoku

Einsatzgruppen (Grupy Operacyjne) – grupy operacyjne niemieckiej policji bezpieczeństwa (Sipo) i służby bezpieczeństwa (SD) działające w czasie II wojny światowej, organizowane przez Główny Urząd Bezpieczeństwa Rzeszy RSHA.

## Zadania Einsatzgruppen
W lecie 1939 przed wybuchem wojny odbyły się rozmowy pomiędzy naczelnym dowództwem wojsk lądowych (Oberkommando des Heeres, OKH) a szefem policji bezpieczeństwa i służby bezpieczeństwa Rzeszy Reinhardem Heydrichem. Zakończone porozumieniem stały się następnie podstawą rozkazu nr 6 wydanego dnia 31 lipca 1939, w którym określono ogólnie: „Zadaniem Specjalnych Oddziałów Operacyjnych Policji Bezpieczeństwa jest zwalczanie wszelkich elementów wrogich Rzeszy i antyniemieckich w kraju nieprzyjacielskim na tyłach walczących wojsk”. Ogólny charakter rozkazu pozwalał na daleko idącą swobodę działania. Niezależnie od podporządkowania Einsatzgruppen poszczególnym dowódcom armii podlegały one w całości szefowi policji bezpieczeństwa i SD Heydrichowi i wyznaczanym przez niego kierownikom poszczególnych operacji.
Do zadań tych grup, które miały działać na zapleczu wojsk niemieckich, należało więc mordowanie lub izolacja politycznych i ideologicznych przeciwników III Rzeszy na operacyjnym zapleczu frontu. Zadanie to realizowano poprzez stosowanie bezwzględnego terroru i masowej eksterminacji aktywnych działaczy antyniemieckich i antyfaszystowskich. W Polsce działania te były nad wyraz radykalne, na zewnątrz działania Policji i SS wyglądać mogły na brutalną samowolę. Działaniami tymi objęto np. uczestników powstania wielkopolskiego i śląskich oraz czołowych przedstawicieli inteligencji, Żydów i komunistów. Jednym z głównych zadań Einsatzgruppen była eksterminacja Żydów. Starano się przy tym, aby do zabijania Żydów przyłączała się miejscowa ludność ukraińska, litewska, polska lub białoruska. Niejednokrotnie miejscowa ludność atakowała Żydów jeszcze zanim niemieckie oddziały zajęły dany region. We Lwowie ulotki OUN wręczane przechodniom wzywały jawnie do mordów: „Lachów, Żydów i komunistów niszcz bez litości, nie miej zmiłowania dla wrogów Ukraińskiej Rewolucji Narodowej”. Na początku sierpnia 1941 dwie kompanie konnego regimentu SS Franza Magilli zostały oddelegowane do Pińska, gdzie pomagały Einsatzgruppen przygotować akcję wymordowania całej populacji Żydów – ponad 30 tys. osób. Od 3 lipca 1941 takie działania przeprowadziła we Lwowie prawdopodobnie Einsatzkommando policji bezpieczeństwa.
Do zadań tych grup należało także zabezpieczanie zakładów przemysłowych, ważniejszych urządzeń komunalnych i strategicznych oraz zapasów surowców. Grupy te rekwirowały także archiwa państwowe i organizacji politycznych, zbiory dzieł sztuki.
Na czele grup operacyjnych stali z reguły wyżsi funkcjonariusze służby bezpieczeństwa (SD), a ich kierownictwo składało się z oficerów Gestapo i Kripo. Grupy te dysponowały oddziałami SS i Ordnungspolizei.
Bezpośrednio po rozwiązaniu Einsatzgruppen na danym terenie istniały stałe samodzielne placówki policji bezpieczeństwa.
Skompletowanie przez Heydricha oddziałów operacyjnych było trudne, dlatego formował je za pomocą zachęty finansowej i za pomocą nacisków. Skuteczną zachętą był wypłacany wysoki żołd dzienny. Można było zgłaszać się na ochotnika, jednak zgłosiło się zbyt mało osób, dlatego każda jednostka Gestapo, SD i Kripo musiała wystawiać własny kontyngent.

## Einsatzgruppen w Austrii
Pierwszą taką grupą była zorganizowana w 1938 roku grupa Einsatzkommando Österreich dowodzona przez SS-Standartenführera prof. dr. Franza Sixa, która działała w trakcie zajmowania Austrii.

## Einsatzgruppen w Czechach
W październiku 1938 powstały kolejne grupy: Einsatzgruppe Dresden (dowódca – SS-Standartenführer Heinz Jost) i Einsatzgruppe Wien (dowódca – SS-Standartenführer dr Franz Stahlecker). Grupy te wzięły udział w zajmowaniu części Czechosłowacji przyznanych III Rzeszy na mocy układu monachijskiego.
Następne tego typu grupy powstały w marcu 1939 roku i wzięły udział w zajmowaniu Czechosłowacji, były to grupy:
- Einsatzgruppe I Prag (Praga),
- Einsatzgruppe II Brünn (Brno),
- Einsatzkommando 9 Mies (Stříbro),
- Sonderkommando Pilsen (Pilzno).

## Einsatzgruppen w Polsce
W czasie przygotowania agresji na Polskę w połowie 1939 roku zorganizowano w ramach operacji „Tannenberg” 8 grup operacyjnych, które miały działać przy poszczególnych armiach biorących udział w ataku na Polskę.
Powstały wtedy następujące grupy:
- Einsatzgruppe I (dowódca – SS-Standartenführer Bruno Streckenbach, mająca działać przy 14 Armii)
- Einsatzgruppe II (dowódca – SS-Obersturmbannführer Emanuel Schäfer, mająca działać przy 10 Armii)
- Einsatzgruppe III (dowódca – SS-Obersturmbannführer und Regierungsrat dr Ludwig Fischer, mająca działać przy 8 Armii)
- Einsatzgruppe IV (dowódca – SS-Brigadeführer Lothar Beutel, mająca działać przy 4 Armii)
- Einsatzgruppe V (dowódca – SS-Standartenfürer Ernst Damzog, mająca działać przy 3 Armii)
- Einsatzgruppe VI (dowódca – SS-Oberführer Erich Naumann, mająca działać na terenie Wielkopolski)
- Einsatzgruppe z. b. V. (dowódca – SS-Obergruppenführer Udo von Woyrsch i SS-Oberfürer Otto Rasch, mająca działać na Górnym Śląsku i Śląsku Cieszyńskim)
- Einsatzkommando 16 (dowódca – SS-Sturmbannführer dr Rudolf Tröger, samodzielna grupa mająca działać na Pomorzu).

Grupy te działały do 1940 roku, część uczestniczyła w organizacji niemieckich struktur sił bezpieczeństwa na obszarach Polski.
Kolejne grupy organizowano przed atakiem na kolejne państwa: Norwegię, Francję, Belgię, Holandię i Jugosławię.

## Einsatzgruppen w ZSRR

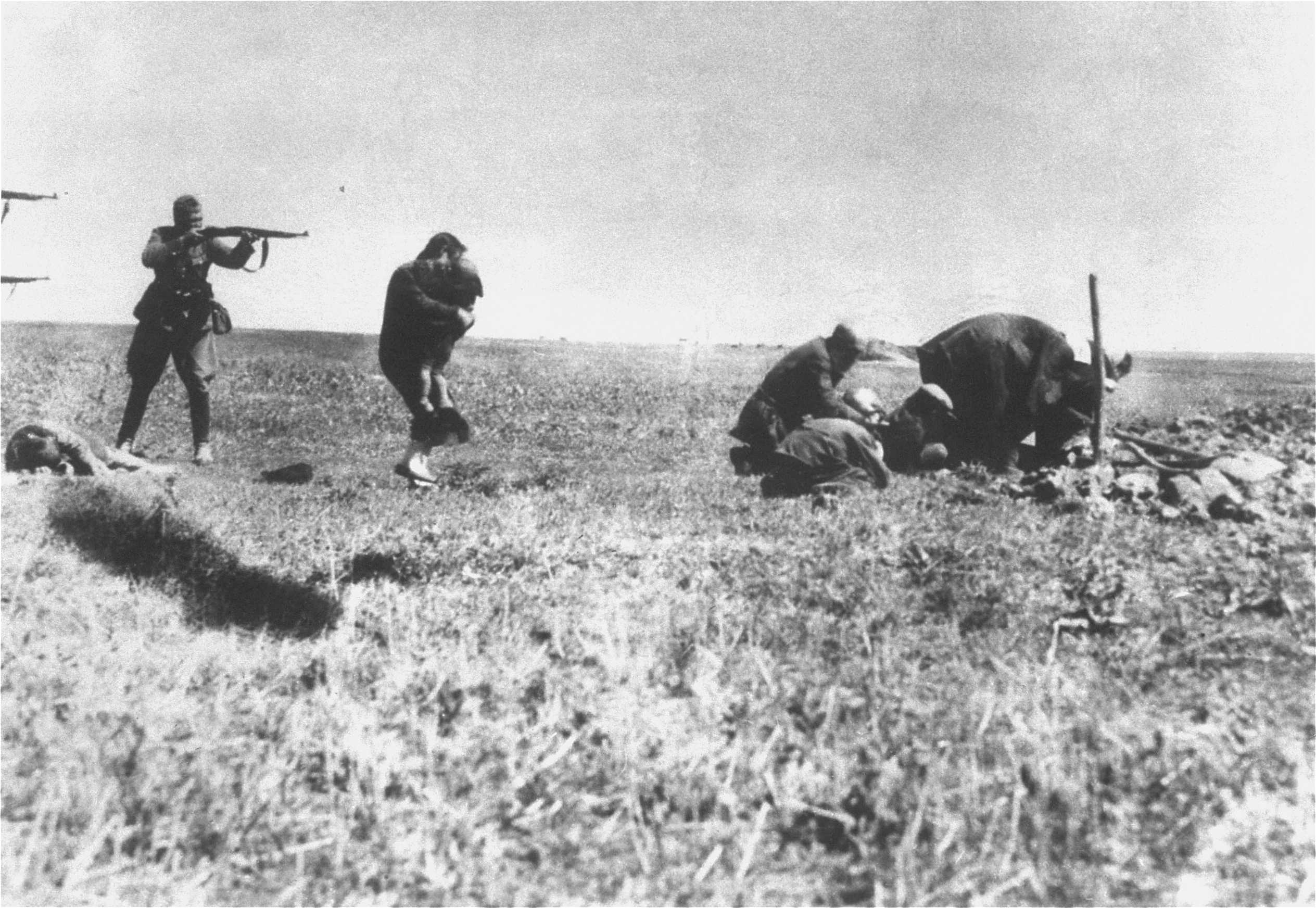
Egzekucja Żydów przez niemieckie oddziały Einsatzgruppen w Iwanhorodzie na Ukrainie (1942)

Na początku 1941 roku w związku z planowanym atakiem na ZSRR przystąpiono do organizacji kolejnych grup operacyjnych. Z założenia miały to być duże jednostki, podporządkowane różnym grupom armii. Każda taka grupa składała się z podgrup (Einsatzkommando i Sonderkommando), które działały przy poszczególnych armiach lub na określonym obszarze.
Do tworzenia oddziałów przystąpiono przed inwazją niemiecką na Związek Radziecki w maju 1941 r. w szkole policyjnej w Pretzsch (Elbe) w Saksonii. Sformowano cztery Einsatzgruppen, oznaczone literami A, B, C i D, które podzielone zostały na Einsatzkommanda i Sonderkommanda. Einsatzgruppen liczyła od 600 do 1000 SS-manów, SD-manów, członków Gestapo, Kripo, policjantów z 9 rezerwowego batalionu policyjnego z Berlina i elitarnej jednostki tajnej policji Leitender Dienst. W literaturze przedmiotu podaje się informację, że dwie trzecie członków kierownictwa Einsatzgruppen miało wyższe wykształcenie prawnicze lub ekonomiczne, a jedna trzecia doktoraty. Jeden z dowódców Einsatzkommando 6 z Einsatzgruppen C, Ernst Biberstein, był pastorem i teologiem, inny z kolei z Sonderkomamando 7a, Einsatzgruppe B, Eugen Steimle, nauczycielem, a osądzony w Norymberdze Otto Ohlendorf, dowódca Einsatzgruppe D, był doktorem prawa, który studiował na trzech uniwersytetach. Oprócz wspomnianego Ohlendorfa tytuł doktora posiadali między innymi Franz Six (filozofia), Otto Rasch (prawo i ekonomia polityczna), Walter Blume (prawo), Martin Sandberger (prawo), Werner Braune (prawo), Eduard Strauch (prawo). Dowódcy tych jednostek otrzymali m.in. polecenie likwidacji na terenach ZSRR wszystkich Żydów, Cyganów, funkcjonariuszy komunistycznych i azjatyckich „mniej wartościowych”.
Utworzono cztery grupy operacyjne:
- Einsatzgruppe „A” – działała przy Grupie Armii „Północ” i na obszarze republik bałtyckich (liczyła około 990 ludzi)

Dowódcy:
- SS-Brigadeführer und Generalmajor der Polizei Franz Stahlecker (1941-1942)
- SS-Brigadeführer und Generalmajor der Polizei Heinz Jost (1942)
- SS-Oberführer und Oberst der Polize Humbert Achamer-Pifrader (1942-1943)
- SS-Oberführer Friedrich Panzinger (1943-1944)
- SS-Oberführer und Oberst der Polizei dr Wilhelm Fuchs (1944)

- Einsatzgruppe „B” – działała przy Grupie Armii „Środek” i na terenie Białorusi (liczyła około 650 ludzi)

Dowódcy:
- SS-Gruppenführer und Generalleutnant der Polizei Arthur Nebe (1941)
- SS-Brigadeführer und Generalmajor der Polizei Erich Naumann (1941-1943)
- SS-Oberführer Horst Böhme (1943)
- SS-Standartenführer Erich Ehrlinger (1943-1944)
- SS-Standartenführer Heinrich Otto Seetzen (1944)
- SS-Oberführer Horst Böhme (1944)

- Einsatzgruppe „C” (z siedzibą w Kijowie) – działała przy Grupie Armii „Południe” i na terenie Ukrainy (liczyła około 700 ludzi)

Dowódcy:
- SS-Brigadeführer und Generalmajor der Polizei dr Otto Rasch (1941)
- SS-Brigadeführer und Generalmajor der Polizei dr Max Thomas (1941-1943)
- SS-Oberführer Horst Böhme (1944)

- Einsatzgruppe „D” (z siedzibą w Symferopolu) – działała przy 11 Armii gen. Schoberta, działającej w ramach rumuńskiej Grupy Armii „Antonescu” i na terenie Besarabii, Ukrainy, Krymu (liczyła około 600 ludzi)

Dowódcy:
- SS-Standartenführer dr Otto Ohlendorf (1941-1942)
- SS-Oberführer Walther Bierkamp (1942-1943)

Zgodnie z zarządzeniem szefa Główny Urząd Bezpieczeństwa Rzeszy RSHA Reinharda Heydricha głównym zdaniem tych grup było wymordowanie: zawodowych pracowników aparatu politycznego WKP(b), działaczy partyjnych i związków zawodowych, oficerów politycznych Armii Radzieckiej, kierowniczych przedstawicieli administracji państwowej, kierownicze osobistości życia gospodarczego, radzieckich intelektualistów, Żydów oraz wszystkie osoby będące agitatorami i fanatycznymi komunistami. Ta operacja miała odbyć się przy jak najszerszym współudziale miejscowej ludności. Reinhard Heydrich wydał znamienną dyrektywę w tej sprawie: ...dla obserwatora z zewnątrz powinno to wyglądać, że sama miejscowa ludność zareagowała w sposób naturalny przeciwko dziesiątkom lat opresji dokonywanej przez Żydów oraz przeciwko terrorowi stworzonemu ostatnio przez komunistów. Do tej pożądanej przez Niemców współpracy doszło na Litwie i Łotwie. Einsatzgruppe „D” znalazła gorliwych pomocników w żołnierzach rumuńskiej armii, którzy są odpowiedzialni za pogromy Żydów w Jassach, miejscowościach Besarabii i Bukowiny oraz w Odessie.
Einsatzgruppen wymordowały ponad 900 tys. Żydów. Największe masakry miały miejsce w Babim Jarze koło Kijowa, gdzie w ciągu dwóch dni rozstrzelano 34 tys. Żydów, lesie Rumbula pod Rygą (ok. 25 tys.), we Lwowie (7 tys.), Równem (15 tys.), Charkowie (14 tys.), Odessie (35 tys.), Kownie (9,2 tys.).
Łącznie w wyniku działalności grup operacyjnych zginęło około 2 milionów osób cywilnych.
W trakcie kampanii przeciwko ZSRR Einsatzgruppen operowały również na terenie obozów jenieckich Wehrmachtu, „selekcjonując” przy ścisłej współpracy z ich personelem sowieckich jeńców wojennych, których uznawano za „elementy niepożądane” (m.in. komunistów, Żydów, urzędników państwowych, inteligentów, żołnierzy pochodzących z Azji Środkowej i Kaukazu). „Wyselekcjonowanych” jeńców mordowano następnie w odludnych miejscach na Wschodzie – w tajemnicy przed pozostałymi jeńcami, mieszkańcami okupowanych obszarów oraz zwykłymi żołnierzami Wehrmachtu.

## Osądzenie zbrodni
Po zakończeniu II wojny światowej działalnością Einsatzgruppen zajmował się Amerykański Trybunał Wojskowy w Norymberdze. W 1948 roku w procesie nr 9 za zbrodniczą działalność Einsatzgruppen skazano 22 dowódców grup i podgrup, z których na karę śmierci skazano 14.
Przedmiotem procesu były jedynie zbrodnie Einsatzgruppen dokonane na Żydach oraz obywatelach ZSRR na terenie Rosji po niemieckim ataku w 1941 roku. W procesie tym nie zostały w ogóle osądzone zbrodnie dokonane przez Einsatzgruppen w innych krajach, w tym również w czasie kampanii wrześniowej w Polsce. W 1939 roku na terenie okupowanej II RP działało w sumie osiem Grup Operacyjnych Policji Bezpieczeństwa, które dokonały szeregu masowych aresztowań Polaków na podstawie list proskrypcyjnych, tzw. Sonderfahndungsbuch Polen oraz przeprowadzały czystki etniczne w ramach akcji Intelligenzaktion. Zbrodnie te nie zostały uwzględnione w aktach procesowych.